# Élections législatives de 1988 dans le Jura
Les élections législatives françaises de 1988  se déroulent les 5 et 12 juin 1988. Dans le département du Jura, trois députés sont à élire dans le cadre de trois circonscriptions.

## Élus
| Circonscription | Député sortant        | Parti                 | Parti                 | Député élu ou réélu    | Parti | Parti |
| --------------- | --------------------- | --------------------- | --------------------- | ---------------------- | ----- | ----- |
| 1re             | Scrutin proportionnel | Scrutin proportionnel | Scrutin proportionnel | Alain Brune            |       | PS    |
| 2e              | Scrutin proportionnel | Scrutin proportionnel | Scrutin proportionnel | Jean Charroppin        |       | RPR   |
| 3e              | Scrutin proportionnel | Scrutin proportionnel | Scrutin proportionnel | Jean-Pierre Santa Cruz |       | PS    |

## Positionnement des partis
L'UDF et le RPR se présentent unis sous l'étiquette « Union du Rassemblement et du Centre » tandis que les candidats du Parti socialiste se rangent sous la bannière de la « Majorité présidentielle pour la France unie », slogan de la campagne présidentielle de François Mitterrand.

## Résultats

### Résultats à l'échelle du département
| Parti          | Parti                               | Premier tour | Premier tour | Second tour | Second tour | Sièges |
| Parti          | Parti                               | Voix         | %            | Voix        | %           | Sièges |
| -------------- | ----------------------------------- | ------------ | ------------ | ----------- | ----------- | ------ |
|                | Rassemblement pour la République    | 24 816       | 21,74        | 40 565      | 31,85       | 1      |
|                | Union pour la démocratie française  | 22 446       | 19,66        | 23 474      | 18,43       | 0      |
|                | Union du Rassemblement et du Centre | 47 262       | 41,41        | 64 039      | 50,29       | 1      |
|                |                                     |              |              |             |             |        |
|                | Parti socialiste                    | 40 470       | 35,45        | 63 305      | 49,71       | 2      |
|                | La France unie                      | 40 470       | 35,45        | 63 305      | 49,71       | 2      |
|                |                                     |              |              |             |             |        |
|                | Parti communiste français           | 11 551       | 10,12        |             |             | 0      |
|                | Front national                      | 9 567        | 8,38         | 0           |             |        |
|                | Divers écologiste                   | 5 295        | 4,64         | 0           |             |        |
|                |                                     |              |              |             |             |        |
| Inscrits       | Inscrits                            | 173 554      | 100,00       | 173 529     | 100,00      | 3      |
| Abstentions    | Abstentions                         | 57 180       | 32,95        | 42 785      | 24,66       |        |
| Votants        | Votants                             | 116 374      | 67,05        | 130 744     | 75,34       |        |
| Blancs et nuls | Blancs et nuls                      | 2 229        | 1,92         | 3 400       | 2,6         |        |
| Exprimés       | Exprimés                            | 114 145      | 98,08        | 127 344     | 97,4        |        |

### Résultats par circonscription

#### Première circonscription (Lons-le-Saunier)
| Candidat       | Candidat                  | Parti             | Premier tour | Premier tour | Second tour | Second tour |  |
| Candidat       | Candidat                  | Parti             | Voix         | %            | Voix        | %           |  |
| -------------- | ------------------------- | ----------------- | ------------ | ------------ | ----------- | ----------- |  |
|                | Alain Brune sortant réélu | PS                | 15 108       | 37,94        | 23 293      | 52,19       |  |
|                | Jacques Pélissard         | RPR (URC)         | 10 750       | 27           | 21 342      | 47,81       |  |
|                | Philippe Chaix            | UDF (CDS)         | 4 538        | 11,4         |             |             |  |
|                | Henri Auger               | PCF               | 3 638        | 9,14         |             |             |  |
|                | Gilles Moriconi           | FN                | 3 262        | 8,19         |             |             |  |
|                | Alain Richard             | Divers écologiste | 2 522        | 6,33         |             |             |  |
|                |                           |                   |              |              |             |             |  |
| Inscrits       | Inscrits                  | Inscrits          | 60 244       | 100,00       | 60 239      | 100,00      |  |
| Abstentions    | Abstentions               | Abstentions       | 19 758       | 32,8         | 14 463      | 24,01       |  |
| Votants        | Votants                   | Votants           | 40 486       | 67,2         | 45 776      | 75,99       |  |
| Blancs et nuls | Blancs et nuls            | Blancs et nuls    | 668          | 1,65         | 1 141       | 2,49        |  |
| Exprimés       | Exprimés                  | Exprimés          | 39 818       | 98,35        | 44 635      | 97,51       |  |

#### Deuxième circonscription (Saint-Claude)
| Candidat       | Candidat                      | Parti             | Premier tour | Premier tour | Second tour | Second tour |  |
| Candidat       | Candidat                      | Parti             | Voix         | %            | Voix        | %           |  |
| -------------- | ----------------------------- | ----------------- | ------------ | ------------ | ----------- | ----------- |  |
|                | Jean Charroppin sortant réélu | RPR (URC)         | 14 066       | 45,02        | 19 223      | 54,82       |  |
|                | Marcel Fleur                  | PS                | 9 616        | 30,78        | 15 841      | 45,18       |  |
|                | Jean-Étienne Normand          | FN                | 2 951        | 9,45         |             |             |  |
|                | Michel Moreau                 | Divers écologiste | 2 773        | 8,88         |             |             |  |
|                | Francis Lahaut                | PCF               | 1 838        | 5,88         |             |             |  |
|                |                               |                   |              |              |             |             |  |
| Inscrits       | Inscrits                      | Inscrits          | 49 834       | 100,00       | 49 825      | 100,00      |  |
| Abstentions    | Abstentions                   | Abstentions       | 18 025       | 36,17        | 13 859      | 27,82       |  |
| Votants        | Votants                       | Votants           | 31 809       | 63,83        | 35 966      | 72,18       |  |
| Blancs et nuls | Blancs et nuls                | Blancs et nuls    | 565          | 1,78         | 902         | 2,51        |  |
| Exprimés       | Exprimés                      | Exprimés          | 31 244       | 98,22        | 35 064      | 97,49       |  |

#### Troisième circonscription (Dole)
| Candidat       | Candidat                   | Parti          | Premier tour | Premier tour | Second tour | Second tour |  |
| Candidat       | Candidat                   | Parti          | Voix         | %            | Voix        | %           |  |
| -------------- | -------------------------- | -------------- | ------------ | ------------ | ----------- | ----------- |  |
|                | Gilbert Barbier sortant    | UDF (AD) (URC) | 17 908       | 41,57        | 23 474      | 49,27       |  |
|                | Jean-Pierre Santa Cruz élu | PS             | 15 746       | 36,55        | 24 171      | 50,73       |  |
|                | Maurice Faivre-Picon       | PCF            | 6 075        | 14,10        |             |             |  |
|                | Frédéric Vernier           | FN             | 3 354        | 7,78         |             |             |  |
|                |                            |                |              |              |             |             |  |
| Inscrits       | Inscrits                   | Inscrits       | 63 476       | 100,00       | 63 465      | 100,00      |  |
| Abstentions    | Abstentions                | Abstentions    | 19 397       | 30,56        | 14 463      | 22,79       |  |
| Votants        | Votants                    | Votants        | 44 079       | 69,44        | 49 002      | 77,21       |  |
| Blancs et nuls | Blancs et nuls             | Blancs et nuls | 996          | 2,26         | 1 357       | 2,77        |  |
| Exprimés       | Exprimés                   | Exprimés       | 43 083       | 97,74        | 47 645      | 97,23       |  |